# ジョン・ハート (作家)
ジョン・ハート（John Hart、1965年 - ）は、アメリカ合衆国の作家。

## 経歴
1965年、ノースカロライナ州、ダラムで、外科医の父とフランス語教師の母の間に生まれる。後に引っ越した同州ローワン郡は、『キングの死』『川は静かに流れ』の構想を得た場所であり、作中に登場するレイヴン郡のモデルでもある。
地元シャーロット郊外にあるリベラル・アーツ・カレッジ、デイビッドソン大学に進学し、フランス文学を学び、その後大学院で会計学と法学の学位を取得した。
刑事弁護士、銀行家、株式仲買人、ヘリコプター整備士（見習い）など様々な職種を経て作家を志し、早朝の執筆活動と昼間の仕事の両立を目指したものの上手くいかず、自分には才能がない、全てを放り出してしまいたいと思ったこともあったが、職を辞し、ローワン郡の公共図書館の個人席で1年間執筆に専念した結果、処女作『キングの死』が完成した。同作は2006年、エドガー賞 処女長編賞候補、マカヴィティ賞新人賞候補、バリー賞新人賞候補になるなど、高い評価を得た。2007年に発表した第二長編『川は静かに流れ』でエドガー賞 長編賞を獲得した。更に、2009年に発表した第三長編『ラスト・チャイルド』ではエドガー賞 長編賞、CWA賞スチールダガー賞（最優秀スリラー賞）、バリー賞をトリプル受賞した。3作はいずれもニューヨーク・タイムズのベストセラーリストに名を連ねた。
今でも文筆業よりロンドンのパブでビールを注ぐ方が好きである。妻と2人の子どもがおり、生まれ故郷のノースカロライナやヴァージニアで暮らしている。

## 作品リスト
| # | 邦題               | 原題             | 刊行年月   | 刊行年月   | 出版社                                | 訳者       | ISBN（和訳版）      | 備考                                              |
| - | ------------------ | ---------------- | ---------- | ---------- | ------------------------------------- | ---------- | ------------------- | ------------------------------------------------- |
| 1 | キングの死         | The King of Lies | 2006年05月 | 2006年12月 | 早川書房 ハヤカワ・ミステリ文庫       | 東野さやか | ISBN 978-4151767012 |                                                   |
| 2 | 川は静かに流れ     | Down River       | 2007年10月 | 2009年02月 | 早川書房 ハヤカワ・ミステリ文庫       | 東野さやか | ISBN 978-4151767029 |                                                   |
| 3 | ラスト・チャイルド | The Last Child   | 2009年05月 | 2010年04月 | 早川書房 ハヤカワ・ポケット・ミステリ | 東野さやか | ISBN 978-4150018368 | ハヤカワ・ミステリ文庫 上・下、2010年4月 同時刊行 |
| 4 | アイアン・ハウス   | Iron House       | 2010年04月 | 2012年01月 | 早川書房 ハヤカワ・ポケット・ミステリ | 東野さやか | ISBN 978-4150018559 | ハヤカワ・ミステリ文庫 上・下、2012年1月 同時刊行 |
| 5 | 終わりなき道       | Redemption Road  | 2016年05月 | 2016年08月 | 早川書房 ハヤカワ・ポケット・ミステリ | 東野さやか | ISBN 978-4150019105 | ハヤカワ・ミステリ文庫 上・下、2018年6月 文庫再刊 |
| 6 | ザ・ハッシュ       | The Hush         | 2018年     | 未刊行     |                                       |            |                     |                                                   |
| 7 | 帰らざる故郷       | The Unwilling    | 2021年     | 2021年06月 | 早川書房 ハヤカワ・ポケット・ミステリ | 東野さやか | ISBN 978-4150019679 |                                                   |

## 受賞・ノミネート歴
| タイトル           | 年     | 賞                                     | 結果       |
| ------------------ | ------ | -------------------------------------- | ---------- |
| キングの死         | 2007年 | マカヴィティ賞 新人賞                  | ノミネート |
| キングの死         | 2007年 | エドガー賞 処女長編賞                  | ノミネート |
| キングの死         | 2007年 | アンソニー賞 新人賞                    | ノミネート |
| キングの死         | 2007年 | バリー賞 新人賞                        | ノミネート |
| キングの死         | 2007年 | ガムシュー賞 新人賞                    | 受賞       |
| 川は静かに流れ     | 2008年 | エドガー賞 長編賞                      | 受賞       |
| 川は静かに流れ     | 2008年 | バリー賞 長編賞                        | ノミネート |
| 川は静かに流れ     | 2009年 | ミステリが読みたい!                    | 4位        |
| 川は静かに流れ     | 2009年 | このミステリーがすごい!                | 7位        |
| 川は静かに流れ     | 2009年 | 週刊文春ミステリーベスト10             | 6位        |
| 川は静かに流れ     | 2009年 | 文庫翻訳ミステリー・ベスト10           | 2位        |
| 川は静かに流れ     | 2009年 | 翻訳ミステリー大賞                     | ノミネート |
| ラスト・チャイルド | 2009年 | イアン・フレミング・スチール・ダガー賞 | 受賞       |
| ラスト・チャイルド | 2010年 | エドガー賞 長編賞                      | 受賞       |
| ラスト・チャイルド | 2010年 | アンソニー賞 長編賞                    | ノミネート |
| ラスト・チャイルド | 2010年 | バリー賞 長編賞                        | 受賞       |
| ラスト・チャイルド | 2010年 | ミステリが読みたい!                    | 1位        |
| ラスト・チャイルド | 2010年 | このミステリーがすごい!                | 5位        |
| ラスト・チャイルド | 2010年 | 週刊文春ミステリーベスト10             | 1位        |
| ラスト・チャイルド | 2010年 | 文庫翻訳ミステリー・ベスト10           | 7位        |
| アイアン・ハウス   | 2012年 | バリー賞 長編賞                        | ノミネート |
| アイアン・ハウス   | 2012年 | 文庫翻訳ミステリー・ベスト10           | 10位       |